# Ерогена зона (филм)
„Ерогена зона“ је југословенски филм из 1981. године. Режирао га је Дејан Караклајић, а сценарио су писали Рајко Грлић и Дејан Караклајић уз помоћ Горана Марковића и Слободана Стојановића.

## Радња
Момчило Стојисављевић је одслужио војни рок и враћа се кући. Проблеми који га чекају су запослење, родитељи, стара љубав и стан. Долази му и девојка из војничких дана која је остала у другом стању. Моца ради у комбинату који производи јаја и пилиће. Импресиониран је модерном технологијом и згранут аутоматизмом и кибернетиком.

## Улоге
| Глумац                   | Улога                        |
| ------------------------ | ---------------------------- |
| Милан Гутовић            | Момчило „Моца“ Стојисављевић |
| Марина Урбанц            | Мет                          |
| Соња Дивац               | Мила                         |
| Бора Тодоровић           | Зоран Павловић „Ђока Звер“   |
| Никола Симић             | Доктор Поповић „Кикирез“     |
| Велимир Бата Живојиновић | Моцин отац Пера „Звер“       |
| Душица Жегарац           | Моцина маћеха Јулијана       |
| Бранко Цвејић            | Боки                         |
| Цвијета Месић            | Вукица                       |
| Душан Јанићијевић        | Директор комбината           |
| Богдан Диклић            | Страхиња Кострешевић         |
| Љубомир Ћипранић         | Ђокин колега, откачени       |
| Предраг Милинковић       | Секретар Стојиљко            |
| Миља Вујановић           | Лола, Бокијева муштерија     |
| Драгомир Фелба           | Радник на старој фарми       |
| Слободан Алигрудић       | Милиционер                   |
| Миленко Заблаћански      | Моцин друг из војске         |
| Душан Тадић              | Шеф ресторана Буда           |
| Јанез Врховец            | Комшија у лифту              |
| Мило Мирановић           | Возач трамваја               |
| Бранко Јеринић           | Кувар у ресторану            |
| Гизела Вуковић           | Тетка Ружа                   |
| Милутин Караџић          | Фудбалер                     |
| Бранко Петковић          | Коцкар                       |
| Милутин Мићовић          | Човек на прослави матуре     |
| Иван Јонаш               |                              |
| Јагода Краљ              |                              |
| Томислав Липљин          |                              |
| Мирјана Синозић          |                              |
| Гордана Тасић            |                              |
| Надежда Петровић         |                              |
| Олга Јовановић           |                              |
| Ивица Плованић           |                              |
| Николај Поповић          |                              |

## Остало
Сцене неких филмских делова снимани су у комбинату Кока - Вараждин.
У свим филмским сценама где свира радио, пушта се музика целог албума "Пробај ме" Оливера Мандића.